# 锡叶藤属
锡叶藤属（学名：Tetracera）是五桠果科下的一个属，为藤本植物。该属共有约40余种，分布于热带地区。

## 物种
本属包括以下物种：
- 锡叶藤 Tetracera sarmentosa
- 毛果锡叶藤 Tetracera scandens
- 勐腊锡叶藤 Tetracera xui